# Hettingen
Hettingen è un comune tedesco di 1 803 abitanti,, situato nel land del Baden-Württemberg.